# Bonded by Blood (zespół muzyczny)
Bonded By Blood to amerykańska grupa muzyczna wykonująca thrash metal zaliczana do tzw. „Nowej Fali Thrash Metalu”. Zespół pochodzi z Kalifornii. Ma podpisany kontrakt z wytwórnią Earache Records. Liryki traktują głównie o szaleństwie i śmierci.

## Historia
Zespół zadebiutował w 2008 roku płytą Feed the Beast. Okładkę, utrzymaną w konwencji lat osiemdziesiątych zaprojektował Tom Martin. Produkcją w „J Street Recorders” w Sacramanto zajmował się Michael Rosen. Grupa znalazła się też na składance „Thrashing Like A Maniac”. 

## Skład zespołu
- Jose „Aladdin” Barrales - śpiew
- Alex Lee - gitara elektryczna
- Juan Boogie - gitara elektryczna
- RuDo - gitara basowa
- Carlos Cervesa - perkusja

## Dyskografia
- 2007 Extinguish the Weak EP
- 2008 Feed the Beast LP
- 2010 Exiled to Earth LP
- 2012 The Aftermath LP